# Jackie Moggridge
Jackie Moggridge (ur. 1 marca 1922, zm. 7 stycznia 2004) – była pionierką lotnictwa i pierwszą kobietą, która została kapitanem rejsowych lotów pasażerskich.

## Biografia
Urodziła się jako Dolores Theresa Sorour w Pretorii, Południowej Afryce, zdecydowała się przyjąć imię Jackie na cześć swojej idolki Jackie Rissik, zawodniczki hokejowej. Nauczyła się latać i uzyskała licencję typu 'A’ w wieku 16 lat. W wieku 17 lat została pierwszą kobietą, która skoczyła ze spadochronem w Południowej Afryce. W 1938 roku przeniosła się do Wielkiej Brytanii, aby uzyskać licencję typu 'B' w Aeronautical College w Witney. Jak wiele kobiet dołączyła do Women’s Auxiliary Air Force, dopóki nie udało się jej dołączyć do Air Transport Auxiliary, stacjonowała w bazie radarowej w Rye. Do ATA zrekrutowała ją Kobieca Komendant Pauline Gower w lipcu 1940 roku. W tamtym czasie Jackie była najmłodsza spośród kobiecych pilotów. Wykonała ponad 1,500 lotów, 83 rodzajami samolotów.
Po zamknięciu ATA porzuciła latanie. W 1945 roku wyszła za mąż za porucznika pułkownika Reginalda Moggridge'a w Taunton w hrabstwie Devon. Urodziła dwie córki. Była zaangażowana w amatorskie stowarzyszenia dramatyczne, ale cały czas chciała latać. Dołączyła do ochotniczych rezerw RAF, by finalnie dostać się do RAF w 1953 roku, wtedy też otrzymała "skrzydła" (oficjalną odznakę RAF). Z powodu aktywności w stowarzyszeniach dramatycznych i ochotniczych rezerw RAF była gościem Richarda Dimbleby'ego w jego audycji radiowej Down Your Way. W latach 50. Moggridge otrzymała też licencję komercyjnego pilota.
W 1957 roku LEC Refrigeration prezentowała nową demonstracyjną wersję swoich lodówek. Produkt był w różnych miejscach pokazywany, dlatego Jackie została zatrudniona jako drugi pilot. Pokonała 15,000 mil lecąc z lodówkami do Południowej Afryki. Następnie linie lotnicze Channel Airways poszukiwały pilota, Moggridge w dokumentach rekrutacyjnych nie wspomniała, że jest kobietą dlatego została zaproszona na rozmowę kwalifikacyjną. Po zaprezentowaniu swoich osiągnięć została zatrudniona. Pracowała na trasach pomiędzy wyspą Wight, Jersey i Guernsey.

## Nagrody i dziedzictwo
Moggridge za zasługi wojenne otrzymała Coronation Medal i medal War Commendation. Została nagrodzona Jean Lennox Bird Trophy nadawaną przez British Women Pilots’ Association w 1959. Stworzyła Jackie Moggridge Cup, które odznaczały brytyjskie pilotki za uzyskanie doskonałych kwalifikacji. Moggridge napisała książkę o swoich doświadczeniach, początkowo wydano ją w 1957 roku jako „Kobieta pilot / Jackie Moggridge”, ale później nazwę zmieniona na „Spitfire Girl”.

## Pierwsza piątka
Jean Bird, Benedetta Willis, Jackie Moggridge, Freydis Leaf i Joan Hughes były pierwszymi kobietami, które otrzymały odznakę RAF. Następną kobietą, która otrzymała "skrzydła" była Julie Ann Gibson w 1991.